# Alexandra Schepisi
Alexandra "Alex" Schepisi es una actriz, escritora y directora australiana, más conocida por haber interpretado a Lucy Beckwith en la serie The Secret Life of Us.

## Biografía
Es hija del director y guionista australiano Fred Schepisi y de Mary Schepisi. Su apellido se pronuncia Skep-See.
Estudió en el Victorian College of Arts.

## Carrera
En el 2002 se unió al elenco recurrente de la serie dramática MDA donde interpretó a Edwina 'Ed' Davis hasta el 2003.
En el 2003 interpretó a Pam Pattersosn en un episodio de la serie policíaca Blue Heelers, anteriormente había aparecido por primera vez en la serie en 1994 donde interpretó a Melissa durante el episodio "Suspicion" y más tarde a Stephanie White en el episodio "She Killed Santa" en 1998.
En el 2004 se unió al elenco de la serie The Secret Life of Us donde interpretó a Lucy Beckwith hasta el 2005.
En el 2008 apareció como invitada en dos episodios de la primera temporada de la popular serie Underbelly donde interpretó a Mishy Merceica.
En el 2011 se unió al elenco de la película The Eye of the Storm donde interpretó a Flora Manhood, la enfermera familiar.
En el 2012 apareció en la miniserie australiana Devil's Dust donde dio vida a Karen Banton, la esposa de Bernie Banton, un hombre que se contrae cáncer por trabajar durante años en la extracción y procesamiento del polvo de amianto y que decide tomar acciones legales en contra del fabricante James Hardie.

## Filmografía

### Series de televisión
| Año         | Serie                 | Personaje         | Notas                                  |
| ----------- | --------------------- | ----------------- | -------------------------------------- |
| 2012        | Devil's Dust          | Karen Banton      | 2 episodios - miniserie                |
| 2009        | City Homicide         | Alexandra Misto   | episodio "The Forgotten"               |
| 2008        | Underbelly            | Mishy Merceica    | 2 episodios                            |
| 2004 - 2005 | The Secret Life of Us | Lucy Beckwith     | 20 episodios                           |
| 2005        | Last Man Standing     | Bonnie            | 2 episodios                            |
| 2003        | Blue Heelers          | Pam Patterson     | episodio "A Bad Smell"                 |
| 2002 - 2003 | MDA                   | Edwina "Ed" Davis | 10 episodios                           |
| 1999        | SeaChange             | Imogen Wilkes     | episodio "Looking Forward to the Past" |
| 1998        | State Coroner         | Dra. Ann Gerome   | episodio "The Gift of Life"            |
| 1995        | Eat My Shorts         | Lisa              | episodio "Smile a Ton"                 |

### Películas
| Año  | Título                         | Personaje          | Notas                                                                                          |
| ---- | ------------------------------ | ------------------ | ---------------------------------------------------------------------------------------------- |
| 2012 | Jack Irish: Black Tide         | Meryl Canetti      | junto a Guy Pearce, Emma Booth, Marta Dusseldorp, Roy Billing, Damien Garvey & Shane Jacobson  |
| 2011 | The Eye of the Storm           | Flora Manhood      | junto a Geoffrey Rush, Charlotte Rampling, Judy Davis, Martin Lynes, Robyn Nevin & Bille Brown |
| 2010 | Matching Jack                  | Janice             | junto a James Nesbitt, Kodi Smit-McPhee, Yvonne Strahovski, Colin Friels & Julia Blake         |
| 2009 | The Boys Are Back              | Madre en la Fiesta | junto a Clive Owen, Laura Fraser, Emma Lung, Emma Booth & Erik Thomson                         |
| 2009 | One Night                      | Amber              | corto - junto a Elena Mandalis, Alexis Porterm Martin Grimwood & Adrian Mulraney               |
| 2007 | Little Deaths                  | Emma               | junto a Simon Barbaro, Caroline Craig, Luke Elliot, Abe Forsythe & Mirrah Foulkes              |
| 2005 | The Heartbreak Tour            | Carmen             | junto a Toby Schmitz, Nathaniel Dean, Anthony Hayes, Damian Walshe-Howling & Hamish Michael    |
| 2004 | Homesick                       | Lilly Collins      | corto - junto a Hamish Michael, Nicholas Bell & Suzy Cato                                      |
| 1999 | Witch Hunt                     | Linda Thomas       | junto a Jacqueline Bisset, Sullivan Stapleton, Cameron Daddo & Suzi Dougherty                  |
| 1994 | Baby Bath Massacre             | Amber              | junto a Maya Stange, Peter Hardy, Campbell Corser & Sullivan Stapleton                         |
| 1978 | The Chant of Jimmie Blacksmith | -                  | junto a Tommy Lewis, Freddy Reynolds, Ray Barrett & Jack Thompson                              |

### Directora, escritora y productora
| Año  | Título                   | Notas                                     |
| ---- | ------------------------ | ----------------------------------------- |
| 2011 | Lois                     | corto - directora & escritora             |
| 2010 | Lou                      | entrenadora de drama                      |
| 2009 | One Night                | corto - directora, escritora & productora |
| 2009 | The Boys Are Back        | entrenadora de drama                      |
| 2008 | Why I Fired My Secretary | corto - escritora                         |

### Presentadora
| Año  | Programa                  | Notas        |
| ---- | ------------------------- | ------------ |
| 2011 | 2011 Samsung AACTA Awards | presentadora |

### Teatro
| Año  | Obra                                  | Personaje | Director (a)    | Teatro            | Notas                                                                  |
| ---- | ------------------------------------- | --------- | --------------- | ----------------- | ---------------------------------------------------------------------- |
| 2012 | Queen Lear                            | Cordelia  | Rachel McDonald | Melbourne Theatre | junto a Robyn Nevin, Genevieve Picot, Rohan Nichol & Richard Piper     |
| 2006 | Ray's Tempest                         | -         | Bruce Myles     | -                 | junto a Kim Gyngell, William McInnes, Hamish Michael & Genevieve Picot |
| 2004 | A Thing Called Snake                  | -         | Ross Ganf       | -                 | junto a Vincent Crowley & Jason Klarwein                               |
| 2003 | Stitching                             | -         | Lauren Taylor   | -                 | junto a Simon Kingsley-Hall                                            |
| 2003 | Babel Towers                          | -         | Chris Bendall   | -                 | junto a Simon Kingsley-Hall, Steve Mouzakis & Daniel Tobias            |
| 1998 | A Doll's House                        | -         | Roger Hodgman   | -                 | junto a Marco Chiappi, Rachel Griffiths & Gerald Lepkowski             |
| 1994 | The World..According to Timothy Cross | -         | Kate Whitebread | National Theatre  | junto a Tim Clarke, Jenny Gardner, Marc Psaila & John Weldon           |

## Premios y nominaciones
| Año  | Categoría                          | Premio                 | Película             | Resultado |
| ---- | ---------------------------------- | ---------------------- | -------------------- | --------- |
| 2012 | Best Supporting Actress            | AACTA Award            | The Eye of the Storm | Nominada  |
| 2012 | Best Actress - Supporting Role     | FCCA Award             | The Eye of the Storm | Ganadora  |
| 2012 | Warsaw International Film Festival | Short Grand Prix Award | Lois                 | Nominada  |